# Doopsgezinde kerk (Berlikum)
De doopsgezinde kerk is een kerkgebouw in Berlikum in de Nederlandse provincie Friesland.

## Beschrijving
De doopsgezinde kerk uit 1841 verving een schuilkerk. De voorgevel van de zaalkerk met schilddak heeft een kroonlijst met fries en een met pilasters en rondbogig fronton omlijste ingang. Het orgel uit 1916 is gebouwd door L. van Dam en Zonen. Het gebouw is een rijksmonument. Vanaf 2020 is er elk eerste zondag van de maand een dienst aanvang 9:30 volgens de huidige doopsgezinde traditie. Op elke tweede en vierde zondag vanaf 2020 worden er diensten gehouden, aanvang 10:30, die teruggaan naar de oorspronkelijk Anabaptistische uitgangspunten van voor 1600.